# Cairn von Achnacree
Der Cairn von Achnacree (auch Achnacridhe) ist ein in Resten erhaltener Rund-Cairn am Nordrand des Moores von Achnacree nordöstlich des Oban Airports in Argyll and Bute in Schottland, den Audrey Henshall 1972 als Passage Tomb vom Typ Clyde Tomb einordnete und J. N. Graham Ritchie ausgrub.
Der der Masse seiner Steine beraubte Cairn barg, wie die meisten in der Region, ein Passage Tomb, von dem bei der Ausgrabung Ritchies aber nur sechs Tragsteine der birnenförmigen Kammer und zwei der vier Gangsteine nachzuweisen waren. Es scheint zweiphasig erbaut worden zu sein. Zur frühen Periode gehören drei Kammern, die in Bautechnik und Plan einem Clyde Tomb entsprechen, das mit einem kleinen Steinhügel abgedeckt wurde. Viel später scheinen ein Gang über die ursprünglichen Kammern gebaut und die Ostkammer hinzugefügt worden zu sein. Die aus fünf Tragsteinen bestehende kleine Zentralkammer war decksteinlos und älter.
Laut Angaben der schottischen Royal Commission von 1974 hat der Cairn 24,4 m Durchmesser und eine Höhe von rund 3,4 m auf der Süd- und 4,1 m auf der Nordseite. Ursprünglich soll er etwa 4,6 m hoch gewesen sein. Er besteht aus kleinen und mittelgroßen Steinen, durchsetzt mit Felsbrocken. Eine etwa 1,0 m hohe grasbewachsene Plattform aus Hügelmaterial hat einen Gesamtdurchmesser von etwa 40,0 m und erstreckt sich rund um die Basis des Cairns. Der Zugang zur Ostkammer, bestehend aus aufrechten Steinen, befindet sich auf der Ostseite. Das äußere Paar steht etwa 1,2 m voneinander entfernt.
Der 1871 noch vorhandene 6,4 m lange Gang war 0,6 Meter breit und aus etwa 1,0 m hohen aufrechten Schieferplatten errichtet. Er führte zu drei Innenkammern aus Monolithen und Trockenmauerwerk, die jeweils von einem einzigen Deckstein überdacht waren. Die Wandplatten waren so aufgebaut, dass eine schmale Kante frei blieb, auf der weiße Quarzkiesel lagen. Ein Deckstein dieser Kammer ist noch im gestörten Krater des Steinhügel zu sehen. 
Die Funde bestehen aus Feuersteingeräten und -abschlägen sowie aus zerscherbter neolithischer Keramik und einer kompletten Schale der Beaker-Ware. Datierbares Material wurde nicht gefunden.
Es muss ein sehr großer, beeindruckender Hügel gewesen, bevor die Steinräuber Hand anlegten.
Südlich liegt der kammerlose Cairn „Lochan Nan Rath“ (auch „The Baron’s Cairn“ genannt) und 700 m östlich der ebenfalls von Ritchie ausgegrabene Cairn von Achnacreebeag.